# Lasioglossum israelense
Lasioglossum israelense är en biart som beskrevs av Ebmer 1974. Lasioglossum israelense ingår i släktet smalbin, och familjen vägbin. Inga underarter finns listade i Catalogue of Life.